# Yuhi Sekiguchi
Pour les articles homonymes, voir Yuhi et Sekiguchi.
Yuhi Sekiguchi (関口雄飛) est un pilote automobile japonais né le 29 décembre 1987.

## Carrière
- 2005 : Formule Toyota, 5e
- 2006 : Formule Toyota, champion
- 2007 : Championnat du Japon de Formule 3, 7e
  - Formule Challenge Japon, champion
- 2008 : International Formula Master, 16e
- GP2 Asia Series
- 2016 : Super Formula